# Samuel Pearson Goddard, Jr.
Samuel Pearson Goddard Jr. (8 de agosto de 1919 - 1 de fevereiro de 2006) foi um político norte-americano que foi governador do estado norte-americano do Arizona, no período de 1965 a 1967, pelo Partido Democrata.